# Ophiocordyceps unilateralis
Ophiocordyceps unilateralis ist eine parasitäre Pilz-Art, die auf Ameisen wächst und deren Verhalten so manipuliert, dass der Wirt keine Kontrolle über seinen eigenen Körper hat.

## Merkmale
Durch die pantropische Verbreitung und das Vorkommen auf verschiedenen Wirtsarten ist der Pilz sehr variabel und es sind mehrere Anamorphe beschrieben. Die Fruchtkörper bestehen aus einer drahtigen, aber biegsamen dunkel pigmentierten Keule, die direkt aus der Rückseite des Kopfes der verendeten Ameise wächst. Seitlich befindet sich die Fruchtschicht in Form von Platten, das Stroma, in dem Perithecien gebildet werden, aus denen die relativ großen Sporen freigegeben werden. Bei manchen Formen erscheinen die Platten mit den Perithecien endständig, bei anderen verfließen sie ineinander und es bildet sich ein Köpfchen.

## Ökologie und Verbreitung
Die Pilzsporen keimen auf dem Exoskelett von Ameisen. Befallen werden vor allem Camponotus leonardi, aber auch andere Vertreter der Rossameisen und Arten von Polyrhachis. Allerdings handelt es sich wahrscheinlich um mehrere Arten (siehe Systematik). Die Hyphen dringen in den Körper des Insekts ein und bilden ein röhrenförmiges Gerüst innerhalb und um die Muskeln der Tiere. Bioaktive Verbindungen stören das Nervensystem der Ameise und kontrollieren die Muskeln der Opfer. Das Insekt bewegt sich nach einer Infektionsperiode von drei bis sechs Tagen an einen Platz, der für den Pilz optimale Lebensbedingungen bietet, und stirbt dort. Der Pilz manipuliert die Ameise so, dass sie sich auf Oberflächen wie Blattunterseiten oder Rinden festbeißt. Dieses Verhalten wird als erweiterter Phänotyp des Pilzes gedeutet, da das Festbeißen eine Ortsfixierung für den Pilz bedeutet und optimierte Umweltbedingungen für die Fruchtkörperentwicklung schafft. Oft werden hohe Dichten an toten Ameisen in tropischen Wäldern beobachtet, sodass diese Funde als Friedhöfe bezeichnet werden. Der Pilz bildet nun die Fruchtkörper und neue Sporen. Die für eine Windverbreitung zu schweren Sporen fallen zu Boden, bilden dort Sekundärsporen, infizieren vorbeilaufende Ameisen und schließen so den Zyklus. Die Ameisen bauen als mutmaßliche Ausweichstrategie ihre Nester meist weit oben in den Baumkronen und kommen nur selten auf den Boden, wo die Infektionsgefahr am größten ist, da der Pilz hohe Luftfeuchte benötigt.
Der Pilz kommt weltweit in tropischen und subtropischen Wäldern vor. In der Grube Messel wurden 48 Millionen Jahre alte Fossilfunde von Ameisen gefunden, die sich in Blätter verbissen haben, was das Alter dieser Verhaltensmanipulation unterstreicht.

## Systematik
Ophiocordyceps unilateralis wurde lange wie alle Kernkeulen in die Gattung Cordyceps innerhalb der Clavicipitaceae gestellt. Inzwischen werden die Kernkeulen aber in drei Gattungen in zwei verschiedenen Familien aufgeteilt. Ophiocordyceps unilateralis wird zu den Ophiocordycipitaceae gestellt. Jüngste Untersuchungen zeigen, dass Ophiocordyceps unilateralis ein ganzer Artenkomplex ist. Schon in einem relativ engen Gebiet in Minas Gerais in Brasilien wurden vier vorher zu Ophiocordyceps unilateralis gestellte neue Arten entdeckt, die auf jeweils eine Ameisenart spezialisiert sind.

## Medizinisches Potential
Ophiocordyceps unilateralis enthält einige bioaktive Substanzen, die potenzielle Mittel zur Immunmodulation, gegen Tumoren, Hyperglykämie und Hypercholesterinämie darstellen.
Sechs bioaktive Naphthochinon-Derivate wurden aus Ophiocordyceps unilateralis isoliert, die in vitro Wirkung gegen Malaria zeigten.
Es gibt auch Untersuchungen, die roten Naphthochinonpigmente als Farbstoff in der Lebensmittel- oder Kosmetikindustrie zu nutzen.

## Mediale Rezeption
In der Videospielreihe The Last of Us infiziert ein Pilz die Gehirne von Menschen und verwandelt sie so in äußerst aggressive, zombieähnliche Lebewesen, die andere Menschen attackieren, um den Pilz zu verbreiten. Die Produzenten gaben an, von Ophiocordyceps unilateralis inspiriert worden zu sein.
Der Autor M. R. Carey veröffentlichte 2014 seinen postapokalyptischen Roman The Girl with All the Gifts, in dem ebenfalls zombieähnliche Mutanten (“Hungries”) von einer Variante von Ophiocordyceps unilateralis befallen sind.
In der sechsten Episode der Fernsehserie Legion wird der Pilz mit Liebe verglichen.
Die Band Blond besang im Song toxic, der im Jahr 2023 auf dem Album Perlen erschien, einen „Zombie-Pilz, [der] Ameisen befällt und einen nie endenden Kreislauf der Vergiftung einläutet“.